# 鈕清
鈕清（1446年—1507年），字宗源，號易庵，别號濯缨子，浙江紹興府会稽县人，民籍，明朝官员、进士出身。

## 生平
浙江鄉試第六十四名，成化十四年（1478年）登戊戌科三甲三十六名進士，历官吉安府推官，二十年三月选授试監察御史，次年实授湖广道监察御史，弘治四年（1491年）十一月升山东按察司佥事，十二年十月升本司副使，十五年正月考察去職。

## 家族
曾祖鈕道宗；祖父鈕文貴；父鈕達；母沈氏。具慶下。兄淙、弟浩。